# Viaduc de Malaunay
Le viaduc de Malaunay est un ouvrage d'art ferroviaire de la ligne de Paris-Saint-Lazare au Havre, permettant la traversée de la vallée du Cailly sur le territoire de la commune de Malaunay, dans le département de la Seine-Maritime en région Normandie.
C'est un viaduc droit, en briques rouges, d'une longueur 145 mètres et d'une hauteur maximale de 25 mètres. Il est construit sous la direction de l'ingénieur en chef Joseph Locke, par les entrepreneurs Mackensie et Brassey, pour le compte de la Compagnie du chemin de fer de Rouen au Havre, qui le met en service en 1847 lors de l'ouverture à l'exploitation de sa ligne de chemin de fer homonyme.

## Situation ferroviaire
Le viaduc de Malaunay est située au point kilométrique (PK) 149,882 de la ligne de Paris-Saint-Lazare au Havre, entre les gares de Malaunay - Le Houlme et de Barentin.

## Histoire
Le viaduc est situé sur le tracé de la ligne de chemin de fer de Rouen au Havre concédé le 11 juin 1842 à MM. Charles Laffitte, Edward Blount et Cie en prolongement du chemin de fer de Paris à Rouen. La Compagnie du chemin de fer de Rouen au Havre est autorisée le 29 janvier 1843 et les premiers chantiers au-delà de Rouen sont ouverts en janvier 1844 par les entrepreneurs anglais William Mackenzie (contractor) (en) et Thomas Brassey.
Il est détruit par l'armée allemande lors de la Seconde Guerre mondiale. La SNCF mandate en octobre 1945 la société Rangeard pour sa reconstruction. Il est rouvert le 9 avril 1946.

## Caractéristiques
Réalisé en briques appareillées sous la direction de Joseph Locke, ingénieur en chef, et M. G. Neuman, ingénieur principal résident, c'est un viaduc ferroviaire avec deux voies pour le passage de la ligne de Paris-Saint-Lazare au Havre.
Il a un tracé en ligne droite et en palier (pas de pente). Sa longueur totale est de 145 mètres, avec 8 arches de 15 m d'ouverture. La hauteur maximale des rails au-dessus du sol est de 25 mètres et la largeur entre les parapets est de 7,40 m.
Sa construction a nécessité 8 383 m3 de maçonnerie. La dépense totale pour sa construction fut de 660 000 fr.